# Дуже великий масив
Дуже Великий Масив ім. Карла Янського або скорочено ДВМ (англ. Karl G. Jansky Very Large Array, VLA) є радіоастрономічною обсерваторією, розташованою на плато Сан-Агустін на висоті 2124 м.н.м., між містами Магдалена і Датіл, у бл. 80 км на захід від Сокорро, Нью-Мексико, США. Він складається з 27 25-метрових радіотелескопів, встановлених у конфігурації латинської літери «Y», і всього обладнання, інструментів та обчислювальних потужностей для роботи як інтерферометра. Кожен з масивних телескопів встановлений на подвійних паралельних коліях, тому радіус і щільність масиву можна змінювати для зосередження на конкретній смузі довжин хвиль.
Астрономи за допомогою ДВМ зробили ключові спостереження чорних дір і протопланетних дисків навколо молодих зірок, виявили магнітні нитки і простежили складний рух газу в центрі Чумацького Шлях, зондували космологічні параметри Всесвіту, а також надали нові знання про фізичні механізми, які утворюють радіовипромінювання.
ДВМ є складовою частиною Національної радіоастрономічної обсерваторії (NRAO).

## Характеристики

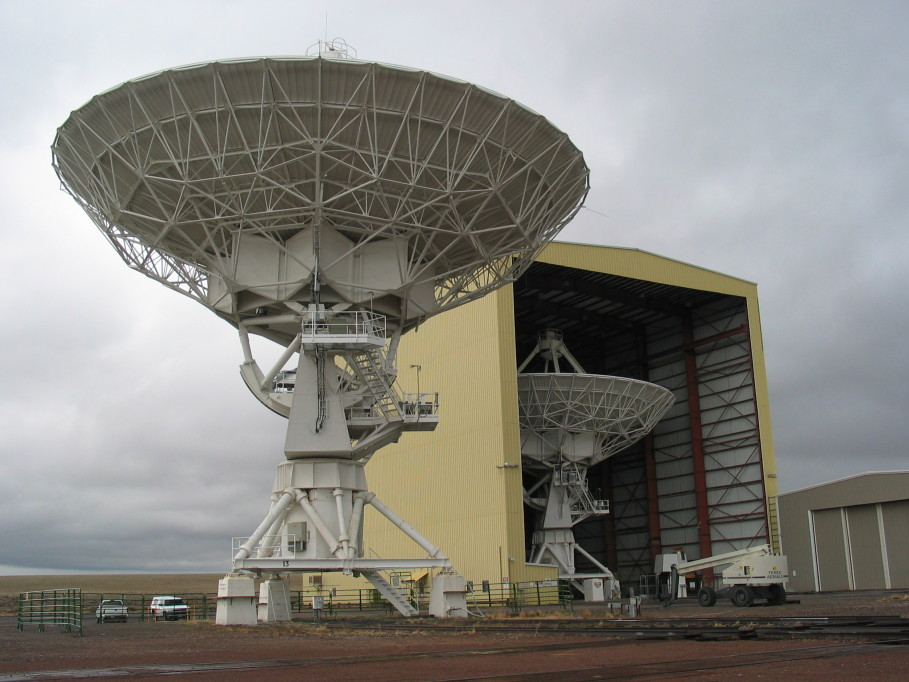
Збірка антени на ДВМ

Радіотелескоп складається з 27 незалежних антен, кожна з яких має тарілку діаметром 25 метрів і вагу 209 тонн. Антени розподілені трьома руками дороги колії у формі латинської літери «Y» (кожна з яких має 21 км довжини). За допомогою колій, що розташовані вздовж дороги, яка в одній точці перетинає американську трасу 60 на переїзді, і спеціально розробленого піднімаючого локомотива («Hein's Trein»), антени можна перевозити на ряд підготовлених позицій, дозволяючи інтерферометрію апертурного синтезу з до 351 незалежних базових ліній: по суті, масив діє як одна антена зі змінним діаметром. На масиві можна досягнути роздільної здатності між 0,2 і 0,004 кутових секунд.
Існує чотири найчастіше використовувані конфігурації, які отримали позначення від А (найбільша) до D (найщільніша, коли всі тарілки знаходяться в 600 м від центральної точки). Обсерваторія зазвичай здійснює циклічний перебір всіх можливих конфігурацій (у тому числі кілька гібридів) за кожні 16 місяців; антени переміщуються кожні три-чотири місяці. Переміщення на менші конфігурації виконуються у два етапи, перший скорочення східних та західних рук, а потім північної руки. Це дозволяє короткий період покращеної візуалізація вкрай північних і південних джерел випромінення.
Частотний діапазон становить від 74 МГц до 50 ГГц (400 до 0,7 см).
Центр операцій масиву ДВМ розташований на території Інституту гірничої справи і технології Нью-Мексико в Сокорро, Нью-Мексико. Зараз Центр операцій також служить центром управління для Антенного масиву дуже великої бази (англ. Very Long Baseline Array, VLBA) — РНДБ-масиву з десяти 25-метрових тарілок, розташованих від Гаваїв на заході до Американських Віргінських островів на сході, який є найбільшим у світі астрономічним інструментом постійного використання.

## Оновлення та перейменування

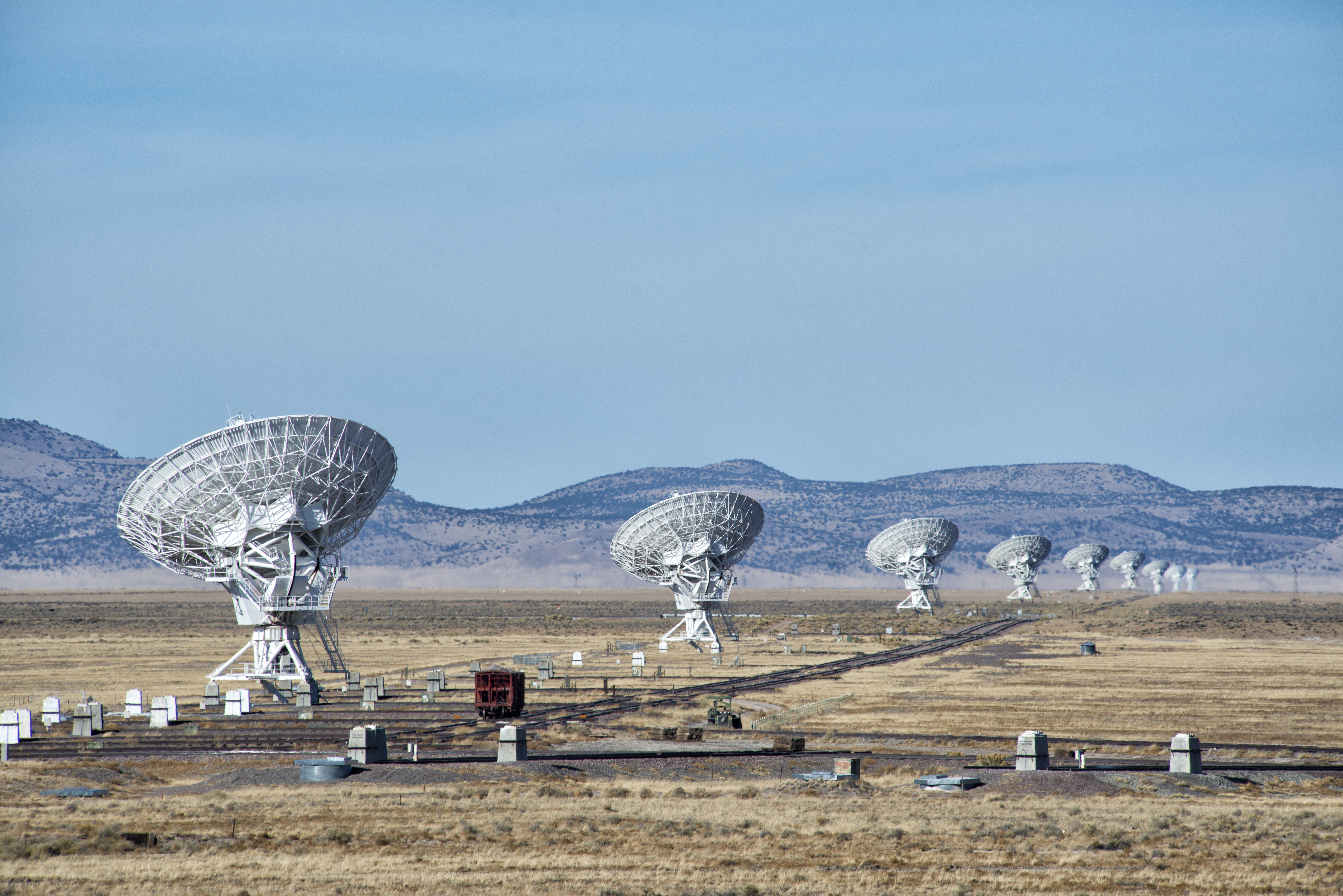
Дуже великий масив, 2012

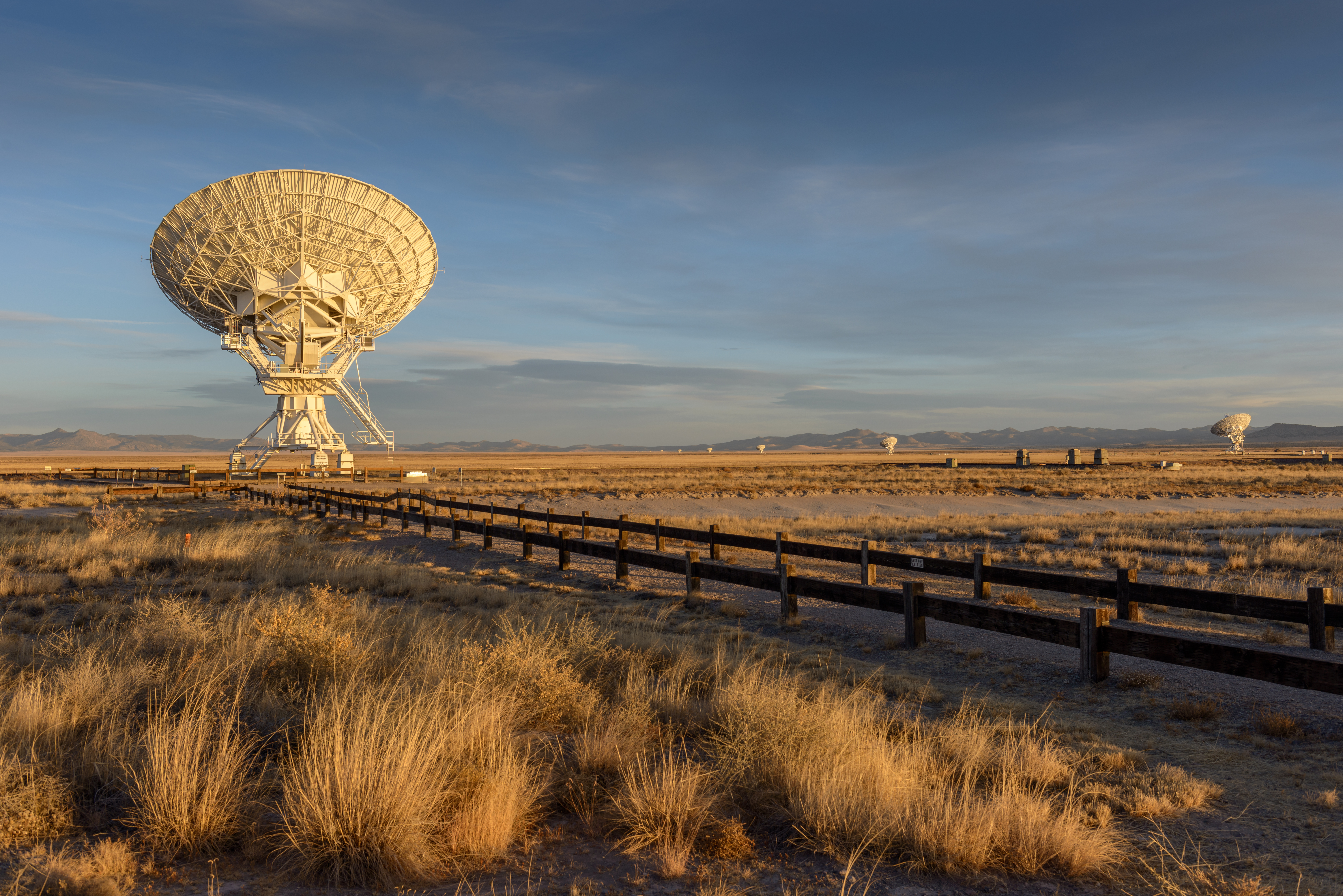
Дуже великий масив

У 2011 році десятирічний проєкт модернізації завершився збільшенням можливостей ДВМ деколи на фактом 8000. Електроніка 1970-х була замінена на найновіше обладнання. Для підкреслення цього збільшення можливостей, керівники ДВМ попросили і наукове співтовариство, і громадськість, створити нову назву масиву, і в січні 2012 року було оголошено, що масив буде перейменовано в «Дуже великий масив ім. Карла Янського». Сама церемонія перейменування відбулася 31 березня 2012 року всередині будівлі складання антени.

## Ключові дослідження
ДВМ є багатоцільовим інструментом, призначеним для досліджень багатьох астрономічних об'єктів, у тому числі радіогалактик, квазарів, пульсарів, залишків наднових, гамма-спалахів, радіо-випромінюючих зір, Сонця і планет, астрофізичних мазерів, чорних дір і гідрогену, який становить значну частину Чумацького Шляху, а також зовнішніх галактик. 1989 року ДВМ використовувався для прийому радіоповідомлень космічного апарата «Вояджер-2», як він пролітав повз Нептун. Масив, попри зображення в популярній культурі, такі як фільм «Контакт», не використовується для надання допомоги в пошуках позаземного розуму (SETI).

## Минуле і майбутнє
Рушійною силою для розвитку ДВМ був Девід С. Хеешен, який «підтримував та розвивав розробкою найкращої радіоастрономічної обсерваторії в світі протягом шістнадцяти років» Конгрес США схвалив проєкт ДВМ у серпні 1972 року, і будівництво почалося через 6 місяців. Перша антена була встановлена у вересні 1975 року і комплекс був офіційно відкритий у 1980 році, після повної інвестиції $78.5 млн. Він був найбільшою конфігурацією радіотелескопів у світі.
З метою модернізації технологій 1970-х років, за якими ДВМ побудували, ДВМ перетворився на Розширений Дуже Великий Масив (англ. Expanded Very Large Array, EVLA). Оновлення шляхом установки нового обладнання в Сан-Агустині  розширило чутливість приладу, частотний діапазон і роздільну здатність. Другий етап цього оновлення може додати до восьми додаткових тарілок в інших частинах штату Нью-Мексико, на відстані до 300 км, якщо буде профінансований.
У 1995 і 1996 роках ДВМ використовувався для перевірки сигналу Wow! з проєкту SETI
Обсерваторія Магдалена-Рідж є новою обсерваторією, яка будується за декілька кілометрів на південь від ДВМ, включає оптичний інтерферометр і також перебуває у віданні Інституту гірничої справи і технології Нью-Мексико, який співпрацює з ДВМ.

## У популярній культурі
ДВМ з моменту його будівництва неодноразово з'являвся в американській популярній культурі:
- ДВМ показали у документальному фільмі Карла Сагана 1980 року «Космос: персональна подорож»;
- ДВМ присутній у фільмі 1984 р. «2010: рік, коли ми входимо в контакт», як місце, де Доктор Флойд і Дмитро Мойсейович обговорюють нові польоти до Юпітера.[15];
- ДВМ присутній у фільмі 1997 фільм «Контакт», як місце, де виявляється перший інопланетний сигнал.[16][15];
- ДВМ фігурує в планах порятунку світу від падаючих супутників у другому томі серії коміксів «G.I. Joe: America's Elite» (2005—2008);
- Британський художник Кіт Тайсон створив скульптуру з 300 елементів під назвою «Large Field Array» (2006—2007), названу на честь ДВМ[17];
- У науково-фантастичному фільмі «Термінатор: Спасіння прийде», ДВМ є місцем розташування Скайнет. На початку фільму ділянка піддається нападу сил Опору[18][15].

## Відвідування
ДВМ розташований між містами Магдалена і Датил, близько 80 км на захід від Сокорро, Нью-Мексико. Американська траса 60 проходить через комплекс зі сходу на захід.
Територія ДВМ відкрита для відвідувачів цілий рік в світлий час доби, і в кожну першу суботу місяця пропонуються спеціальні екскурсії з гідами та закулісні тури. В центрі для відвідувачів працює невеликий музей, театр і сувенірний магазин. Доступні самостійні пішохідні тури, оскільки центр не має постійного персоналу. Відвідувачів, незнайомих з територією, попереджають, що там мало їжі, малонаселена пустельна високогірна місцевість, раптові зміни погоди, яка може залишатися холодною в квітні. Для тих, хто не може дістатися до ділянки, NRAO створила віртуальний тур по ДВМ під назвою «VLA Explorer».

## Галерея

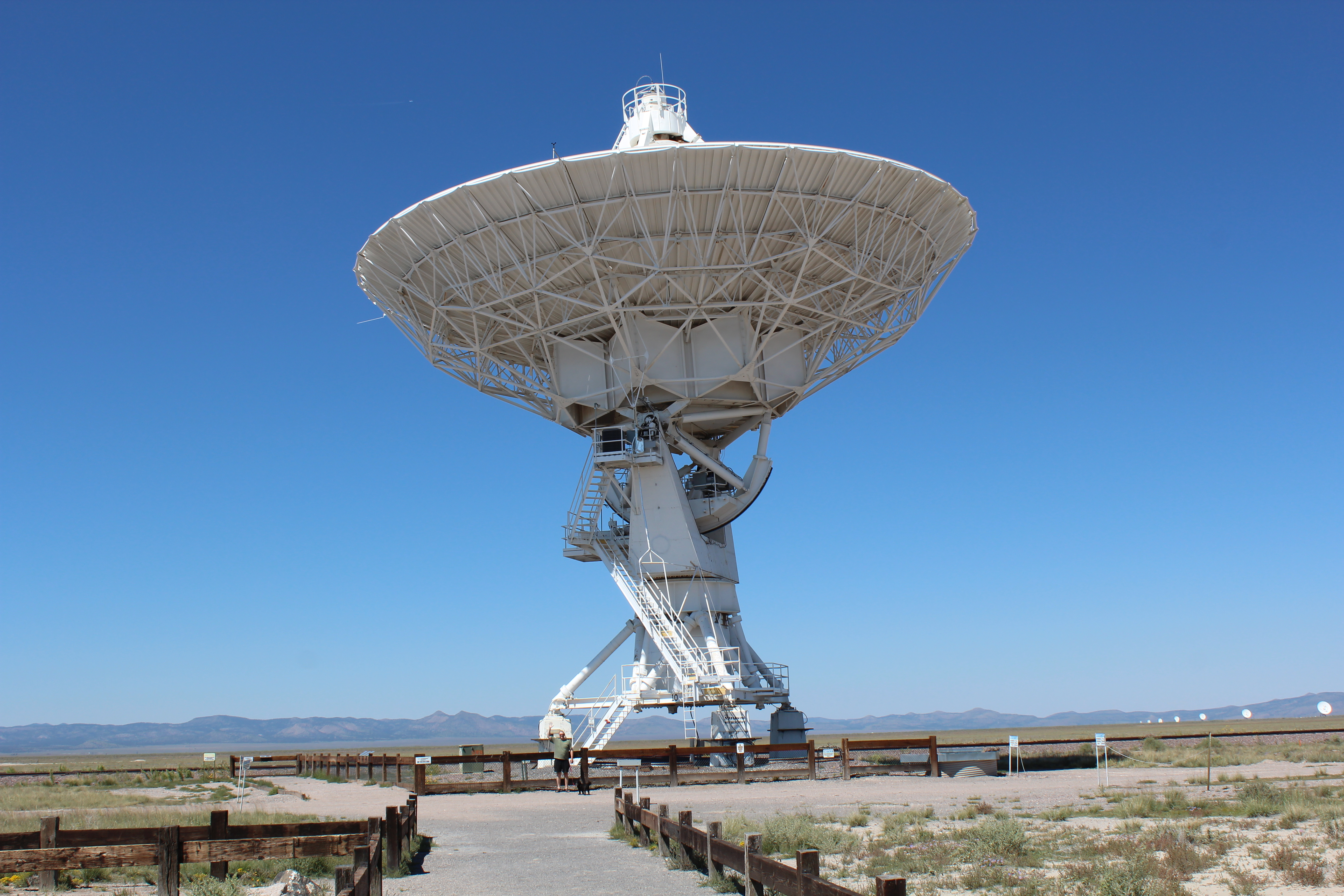
Антена ДВМ. Для уявлення про розмір зверніть увагу на людину ліворуч від бази антени
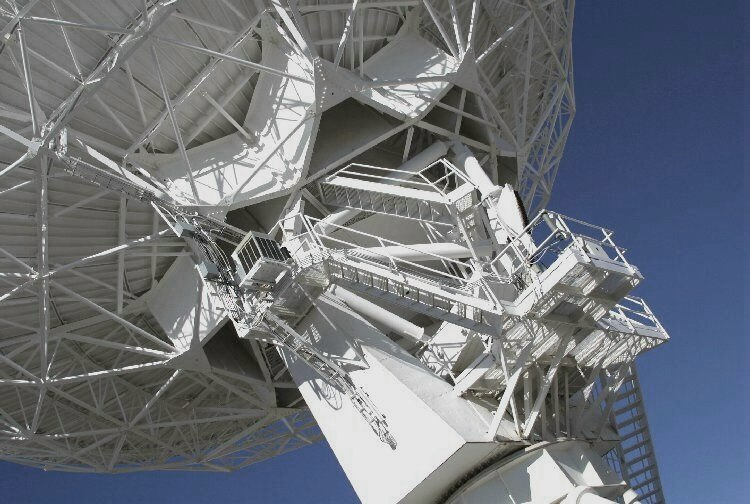
Деталь однієї антени
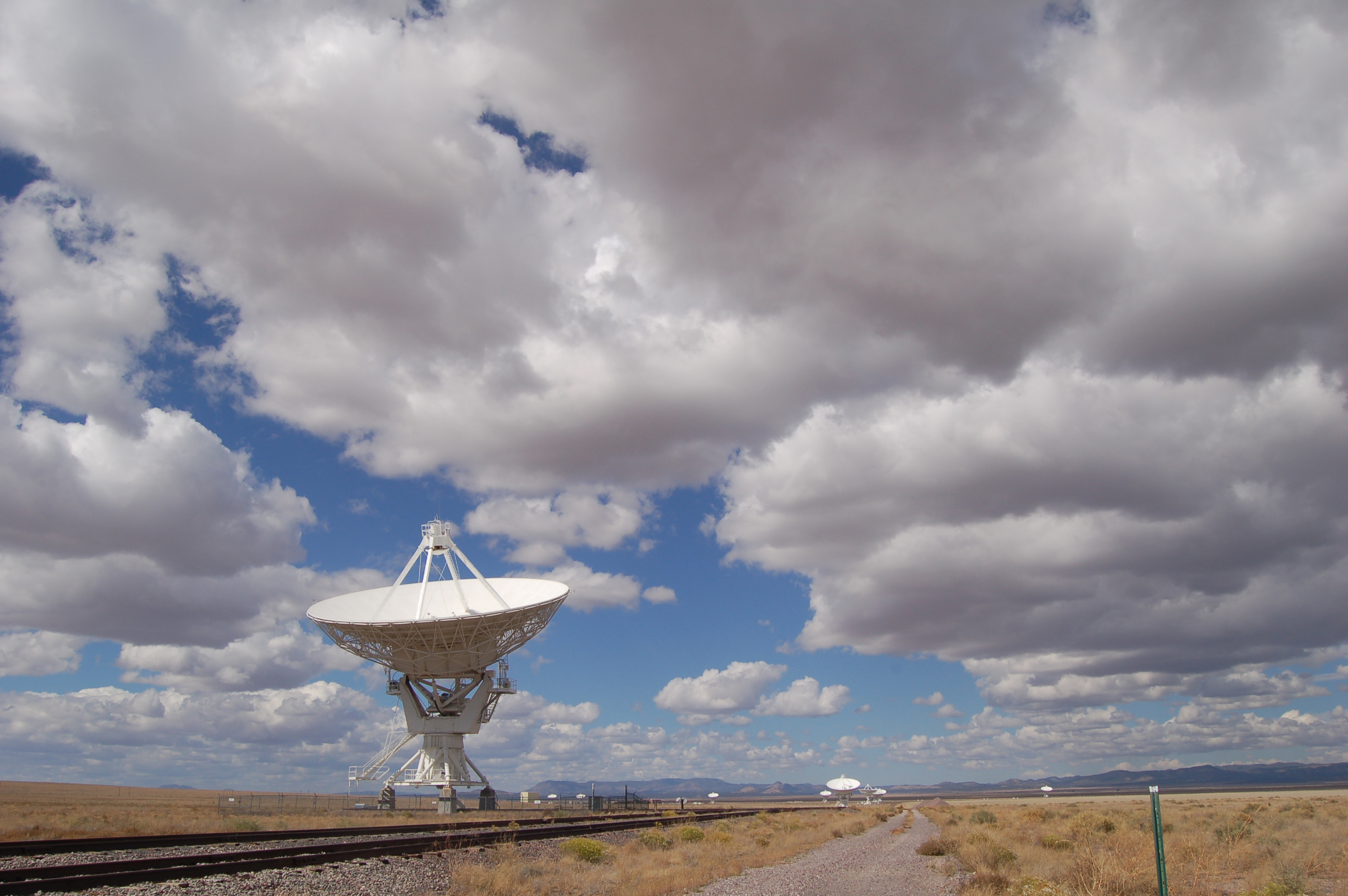
Розгорнута на ДВМ антена